# 山田政晴
山田政晴（1980年5月1日—），是一名日本举重运动员，群马县人，毕业自日本体育大学，身高1.55米。他曾参加北京奥运会男子56公斤级比赛并获得第9名，2010年在广州亚运会上以251千克的成绩获同级别第七名， 个人最好成绩是259千克。